# ロサリオ
ロサリオ（Rosario）は、アルゼンチン・サンタフェ州最大の都市で、アルゼンチン全体でもブエノスアイレス、コルドバに次いで3番目に人口の多い都市である。この都市はブエノスアイレスの350 km北西のパラナ川右岸（西側）に位置する。史上最高のサッカー選手と称されるリオネル・メッシの出身地である。2020年時点の人口は約175万人。

## 概要

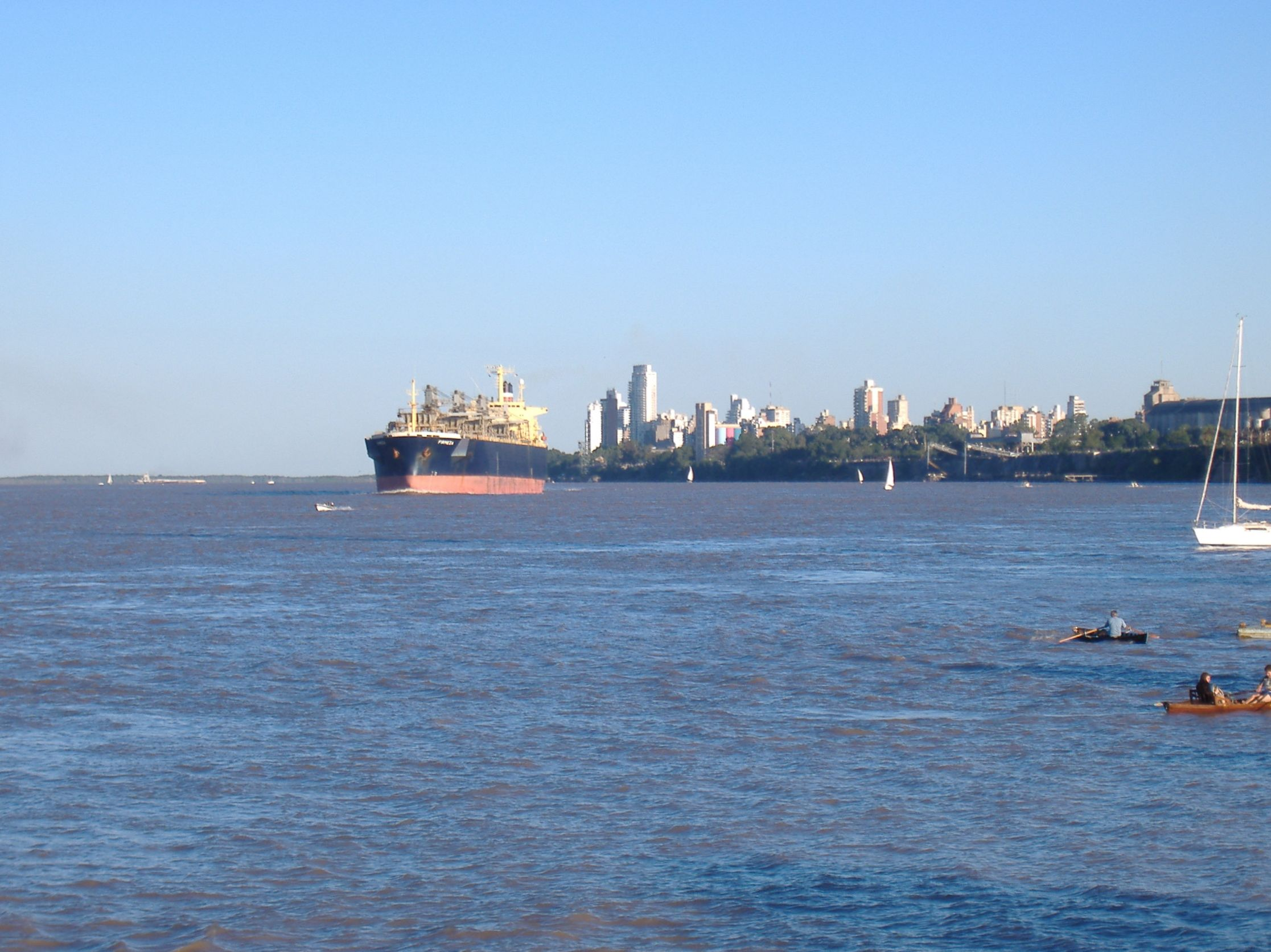
ロサリオのパラナ川

ロサリオはロサリオ地区の代表都市であり、アルゼンチンの「工業回廊」の一角をなしている。その郊外や近隣都市を含めた人口およそ112万人の都市圏グレーター・ロサリオは、この国で3番目の大都市圏である。この都市は主要な鉄道の発着駅があり、アルゼンチン北東部の運輸の中心地となっている。
海洋船舶もパラナ川を経由してこの街に到達できる。ここには32フィート（9.75 m）の深さの港があり、34フィートの深さまで浚渫される予定である。また、パラナ川をまたいで対岸の都市ビクトリアとを結ぶ橋が2003年に開通した。

## 方言
ロサリオでは、基本的にリオプラテンセ・スペイン語と同様の言葉が話されている。また、ロサリオ独自の方言が複数ある。たとえば、「porron」でビールという意味（標準語ではcerveza）であり、「choro」で泥棒という意味（標準語ではchorro）である。

## スポーツ

### サッカー
ロサリオは、アルゼンチンリーグの「プリメーラ・ディビシオン」所属のCAロサリオ・セントラルとニューウェルズ・オールドボーイズの本拠地である。また、ニューウェルズの下部組織にはリオネル・メッシが1995年から2000年まで所属していたことでも知られる。

## 出身者

### 文化人
- チェ・ゲバラ - 革命家
  - 市内の公園には、銅像が建立されている[1]
- ルーチョ・フォンタナ - 画家・彫刻家
- ネストル・マルコーニ - バンドネオン奏者・作曲家
- リビオ・ダンテ・ポルタ - 蒸気機関車技術者
- ホセ・クーラ - テノール歌手
- ダリオ・グランディネッティ - 俳優

### スポーツ選手
- リオネル・スカローニ - サッカー指導者
- リオネル・メッシ - サッカー選手
- サンティアゴ・ソラーリ - サッカー選手
- ダミアン・マンソ - サッカー選手
- マキシ・ロドリゲス - サッカー選手
- ハビエル・マスチェラーノ - サッカー選手
- キリ・ゴンサレス - サッカー選手
- アンヘル・ディ・マリア - サッカー選手
- ミルトン・カラグリオ - サッカー選手
- ダビド・ビスコンティ - サッカー選手
- エベル・バネガ - サッカー選手
- マウロ・イカルディ - サッカー選手
- フアン・カルロス・サバラ - 陸上競技選手
- ヘロニモ・デラフエンテ - ラグビー選手

## 姉妹都市
- アレッサンドリア、イタリア
- サンクトペテルブルク、ロシア
- アスンシオン、パラグアイ
- ビルバオ、スペイン
- カラカス、ベネズエラ
- ダカール、セネガル
- ハイファ、イスラエル
- インペリア、イタリア
- マニサレス、コロンビア
- モンテビデオ、ウルグアイ
- ピレウス、ギリシャ
- ピスコ、ペルー
- ポルト・アレグレ、ブラジル
- 上海、中華人民共和国
- サンタ・クルス・デ・ラ・シエラ、ボリビア
- モンテレイ、メキシコ